# Sznyty
Sznyty – debiutancki album studyjny Marka Dyjaka wydany w 1997 roku. W 2017 roku pojawiła się wersja zremasterowana tej płyty.

Nagrywając tę płytę, byłem chłopcem 20-letnim, nie wiedziałem jeszcze zbyt dużo o muzyce. Szukaliśmy wtedy z Adamem tropu, który miał prowadzić mnie do muzyki Joe Cockera. Ta próba się nie udała, powstała płyta zupełnie inna, niż się spodziewaliśmy. Jaka? Teraz macie kolejną szansę to usłyszeć”.

## Lista utworów
Opracowano na podstawie materiału źródłowego.
1. "Odsuń się koleś" 
sł. i muz. Jan Kondrak – 3:06
2. "Psychika psychicznego kurdupla" 
sł. i muz. Jan Kondrak – 2:59
3. "U nas w Europie" 
sł. i muz. Jan Kondrak – 3:39
4. "Na równoważni marsz" 
sł. i muz. Jan Kondrak – 5:03
5. "Żołnierzyk i laleczka" 
sł. i muz. Jan Kondrak – 4:58
6. "Śliczny i błyszczący" 
sł. i muz. Jan Kondrak – 2:26
7. "Ogień nas wydymia" 
sł. i muz. Jan Kondrak – 4:43
8. "Człak zbuntowany" 
sł. i muz. Jan Kondrak – 4:36
9. "Kołysanka dla księżniczki Romi" 
sł. i muz. Jan Kondrak  – 3:03
10. "Zgoda na antypodach" 
sł. i muz. Jan Kondrak  – 3:21
11. "Pieśń rezerwisty" 
sł. i muz. Jan Kondrak  – 4:07
12. "Łoj" 
sł. i muz. Jan Kondrak  – 2:33